# Comté de Brown (Nebraska)
Pour les articles homonymes, voir Comté de Brown.
Le comté de Brown est un comté de l'État du Nebraska, aux États-Unis.